# Жана III Бургундска
Вижте пояснителната страница за други личности с името Жана Бургундска.
Жана III Бургундска или Жана Френска (на френски: Jeanne III de Bourgogne, Jeanne de France; * 1/2 май 1308, † 10/15 август 1347) е френска принцеса от Капетинската династия, от 1330 до 1347 г. управляваща графиня на Бургундия и Артоа. Чрез женитба е херцогиня на Бургундия (1318 – 1347).

## Живот
Тя е най-голямата дъщеря на френския крал Филип V и пфалцграфиня Жана II Бургундска.
На 18 юни 1318 г. Жана се омъжва за Одо IV (1295 – 1350), херцог на Бургундия от 1315 г. След смъртта на майка ѝ през 1330 г. тя наследява свободното графство Бургундия, графство Артоа и господството Салинс и така е пер на Франция.

## Деца
Жана III и Одо IV имат шест деца:
- син (†/* юни 1322)
- Филип (* 1323; † 1346), граф на Оверн и Булон‎, наследствен херцог на Бургундия, баща на Филип I
- Жан (* юли 1325, † 1327/1328)
- син (* 1327; † млад)
- син (* 1330; † млад)
- син (* 1335; † млад)

От шестте синове е известен Филип по прозвище „монсеньор“ (1323 – 1346). Той загива трагично, притиснат от коня си, година преди смъртта на майка си. Затова владенията на Жана III наследява нейния внук Филип I Рувр.